# Noordpene
Noordpene (officieel: Noordpeene) is een gemeente in de Franse Westhoek, in het Franse Noorderdepartement (Frans: département du Nord). De gemeente ligt in Frans-Vlaanderen in de streek het Houtland. Het dorp is vernoemd naar de Penebeek, een klein riviertje dat daar passeert. De gemeente telde op 1 januari 2022 812 inwoners.

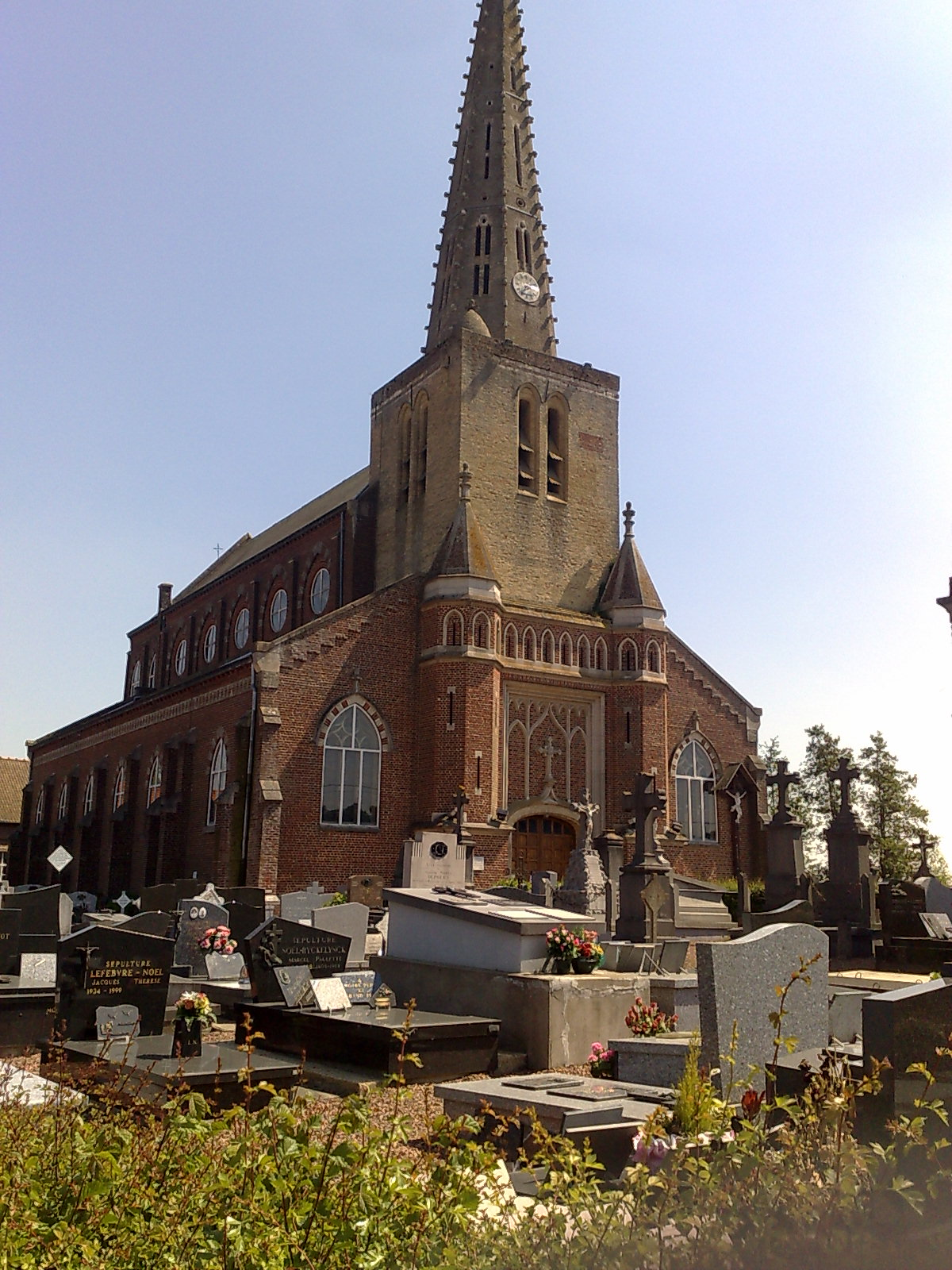
De Sint-Denijskerk van Noordpene

## Geografie

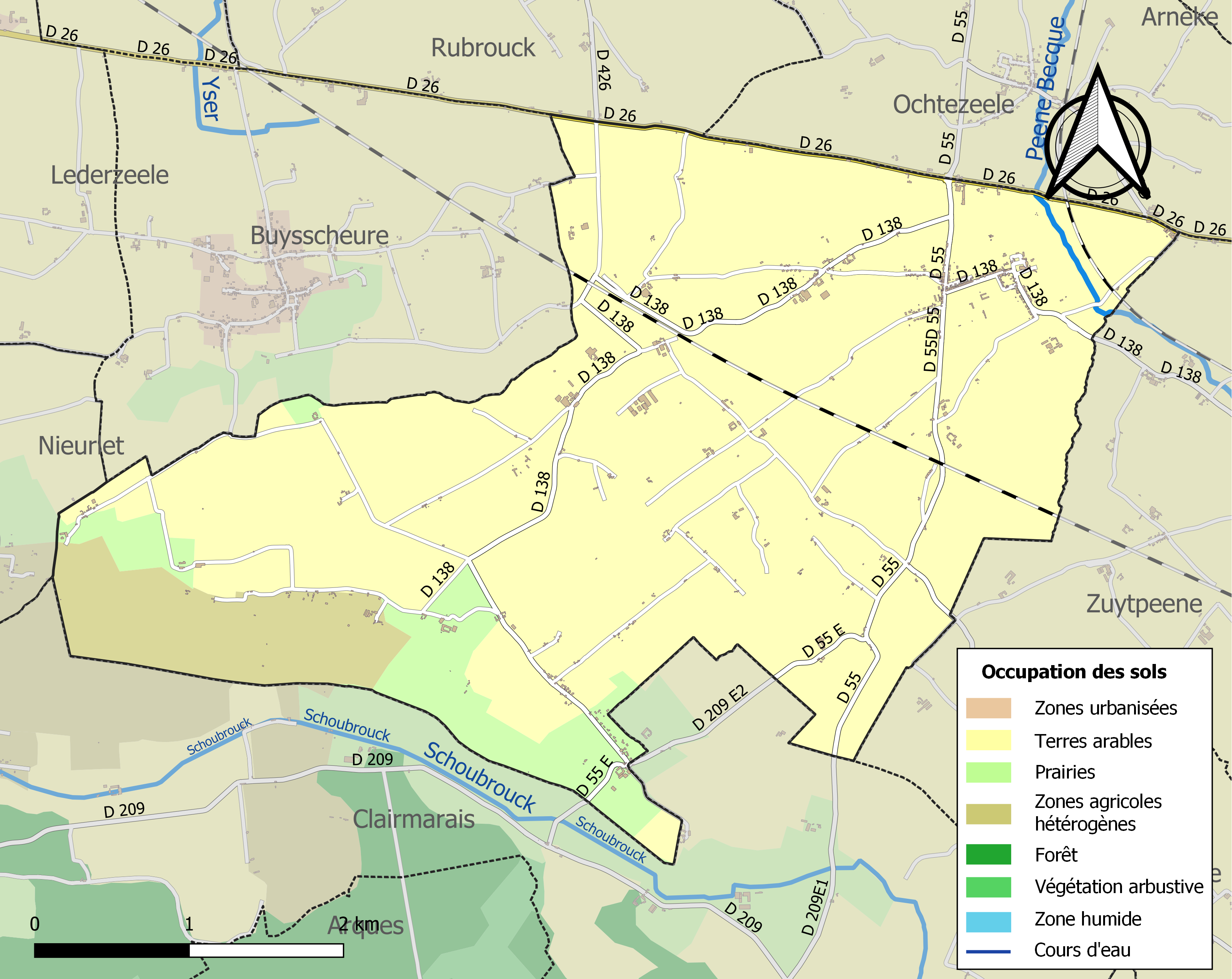
Kaart van de gemeente met de belangrijkste infrastructuur, bodemgebruik en omliggende gemeenten

## Geschiedenis
Noordpene werd voor het eerst vermeld in 1114 als Noortpenes. Het is vernoemd naar de Pene, een beek die ook door Noordpene vloeit.
De Wilhelmietenabdij, in 1261 te Eringem gesticht, kwam in 1458 naar Oudezele om zich in 1468 te Noordpene te vestigen op uitnodiging van de familie Halewijn. Hier bleef de abdij tot haar opheffing in 1792. In 1793 werden de gebouwen gesloopt.
De heerlijkheid werd omstreeks 1566 door Filips II tot markizaat verheven.
In Noordpene heeft een belangrijke veldslag (Slag aan de Pene of Slag bij Kassel) plaatsgevonden. Ter herinnering aan deze door Stadhouder Willem III verloren veldslag en het daaruit voortvloeiende aanzienlijke verlies van grondgebied is sinds april 2007 in Noordpene het bezoekerscentrum 'Slag aan de Peene' (of Maison de la Bataille) geopend. Naast informatie over de Slag zelf geeft het bezoekerscentrum ook informatie over het dagelijkse leven in Frans-Vlaanderen in de 18e eeuw.

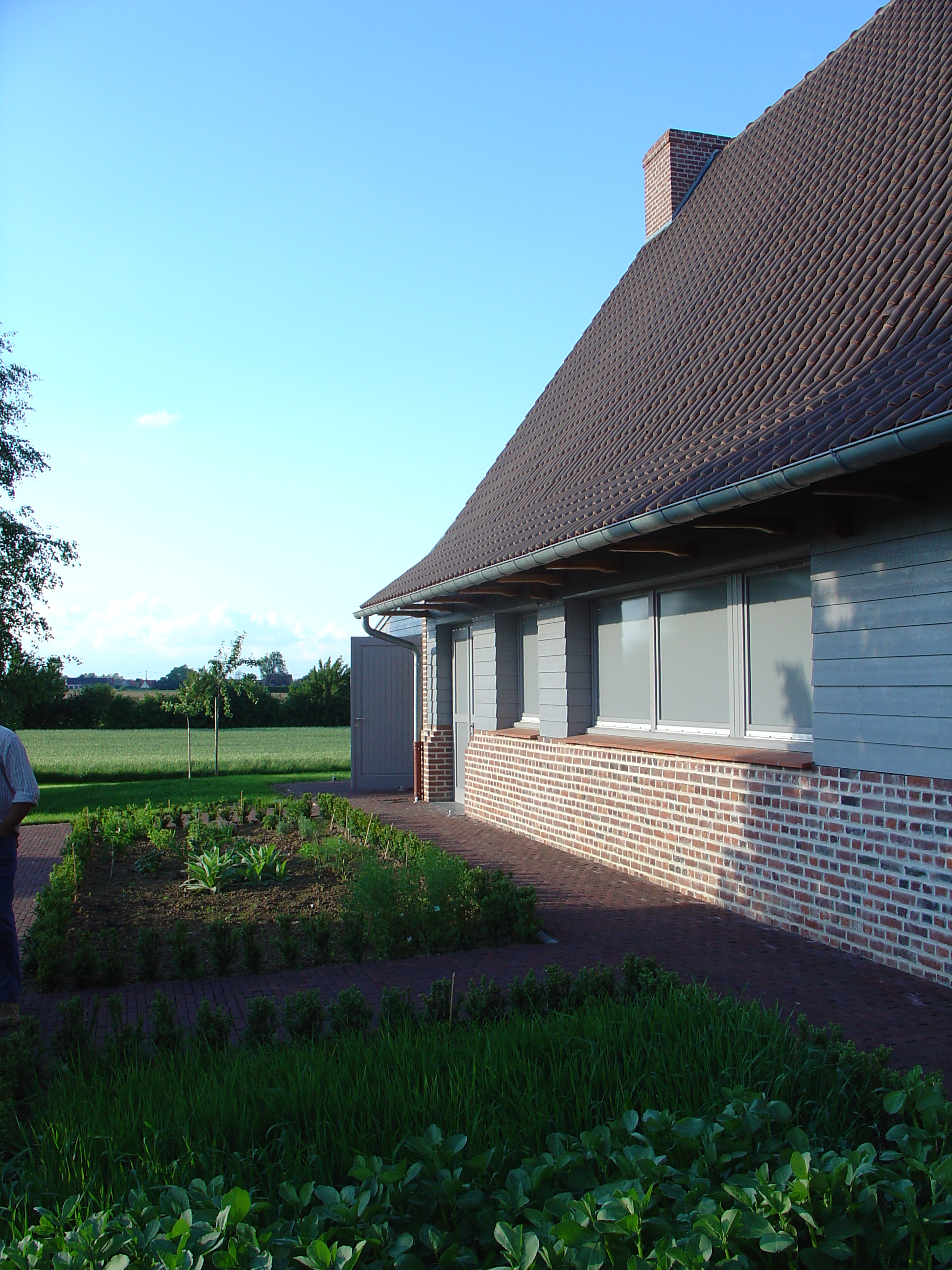
Bezoekerscentrum "Slag aan de Peene"

## Bezienswaardigheden
- De Sint-Denijskerk (Église Saint-Denis)
- Het Kasteel van Noordpene of Château de la Tour
- Het Monument van de Slag aan de Pene
- Het Bezoekerscentrum 'Slag aan de Peene'

## Natuur en landschap
Noordpene ligt in het Houtland op een hoogte van 0-68 meter. Het dorp zelf ligt op 27 meter hoogte en in het noorden zijn enkele getuigenheuvels aanwezig, namelijk de 70 meter hoge Balinberg en de 62 meter hoge Tom. De Pene vormt de grens tussen Noordpene en Zuidpene.

## Demografie
Onderstaande figuur toont het verloop van het inwonertal (bron: INSEE-tellingen).

## Geboren in Noordpene
- Camille Looten (1855-1941), priester, literator en hoogleraar
- Paul Hazard (1878-1944), literatuurhistoricus, filosoof en essayist
- Jan Baptist van Grevelynghe (Tisje-Tasje) (1767-1842), straatventer en schrijver

## Nabijgelegen kernen
Zuidpene, Ochtezele, Buisscheure